# Эренборг, Анна Фредрика
Анна Фредрика Эренборг, урождённая Карлквист (швед. Anna Fredrika Ehrenborg; 15 марта 1794, Карлстад — 20 мая 1873, Линчёпинг) — шведская писательница и проповедница учения Эммануила Сведенборга.

## Биография и творчество
Анна Фредрика Карлквист родилась в 1794 году в Карлстаде. Её отец, торговец Нильс Карлквист, умер молодым, и матери Фредрики было сложно в одиночку обеспечивать семью. Поэтому девочку отдали на воспитание в приёмную семью, где ей, как она впоследствии рассказывала в опубликованной в конце жизни автобиографии, жилось непросто.
В 1811 году Фредрика вышла замуж за адвоката Каспера Эренборга. За двенадцать лет брака у них родилось восемь детей, включая дочь Бетти, которая затем стала писательницей и переводчицей. В 1823 году муж Фредрики умер во время одной из поездок в Стокгольм, и эта потеря очень сильно повлияла на неё. Она увлеклась сведенборгианством, читая книги Сведенборга из библиотеки покойного мужа, и постепенно сблизилась с другими сведенборгианами. Особенно близки ей были идеи Сведенборга о связи между земным и небесным царством.
Переехав в Уппсалу, Фредрика Эренборг поддерживала отношения с местными литераторами, в том числе Магдаленой Сильверстольпе. Кроме того, вдохновившись призывом Фредрики Бремер в одном из номеров Aftonbladet за 1843 год, она инициировала создание в Уппсале «Женской ассоциации по уходу за детьми» (Fruntimmersförening för barnavård).
В 1845 году Фредрика Эренборг опубликовала роман «Skildringar ur det husliga lifvet», а в 1846 — его продолжение. Однако её проза, чересчур дидактичная, успеха не имела. Тогда Эренборг решила попробовать себя в детской литературе и опубликовала сборник морализаторских сказок для детей, «Läsning för barn».
В 1846 году Фредрика переехала к дочери в Лунд, где её духовные искания нашли благоприятную почву. На неё оказали влияние, в частности, Рейтердаль, Томандер, Фьелльстедт и Визельгрен. Кроме того, она нашла единомышленника в Ахациусе Кале (Achatius Kahl), местном священнике.
Осенью 1852 года Фредрика Эренборг совершила поездку в Лондон, чтобы встретиться с сведенборгианами за пределами Швеции. Там она заинтересовалась месмеризмом и посещала медиумов. Впечатления от путешествия Фредрика изложила в сочинении «Några bref från England». Затем, с 1855 по 1856 год, она ездила по Франции, Германии и Швейцарии, опубликовав 24 заметки о своих дорожных впечатлениях. В 1857 году — юбилейном для сведенборгианской Новой церкви — она снова отправилась в Англию.
В последние годы жизни Фредрика Эренборг стремилась пропагандировать учение Сведенборга с помощью публикаций, однако печатались они за счёт автора и тиражи были невелики. Все свои сочинения Фредрика издавала анонимно или под псевдонимом «En onämnd», в первую очередь из уважения к членам семьи, принадлежавшим к официальной церкви и рассматривавшим её взгляды как ересь.
Фредрика Эренборг умерла в 1873 году в Линчёпинге.